# Marco Gilli
Marco Gilli (Torino, 11 luglio 1965) è un ingegnere italiano.

## Biografia
Dal 16 marzo 2012 al 2018 è stato rettore del Politecnico di Torino, succedendo nella carica a Francesco Profumo, del quale è stato Pro-Rettore vicario.
È il più giovane rettore tra quelli allora in carica e secondo più giovane nella storia del Politecnico (dopo Gustavo Colonnetti) e ad oggi presiede la Conference of European Schools for Advanced Engineering Education and Research.
Marco Gilli è professore ordinario di elettrotecnica dall'ottobre 2000. È stato Vicepreside della I Facoltà di Ingegneria del Politecnico di Torino dall'aprile 2002 al settembre 2005, mentre dal 2005 al 2012 è prorettore vicario presso lo stesso ateneo. È stato visiting professor in diversi atenei, tra cui l'UCLA, e ha in attivo oltre 150 pubblicazioni su riviste internazionali.
Dal 2007 al 2010 è stato Presidente del Microsoft Innovation Centre.
Nel 2024 è stato nominato presidente della Compagnia di San Paolo.